# Costigliole d'Asti
Costigliole d'Asti is een gemeente in de Italiaanse provincie Asti (regio Piëmont) en telt 5963 inwoners (31-12-2004). De oppervlakte bedraagt 36,9 km², de bevolkingsdichtheid is 162 inwoners per km².

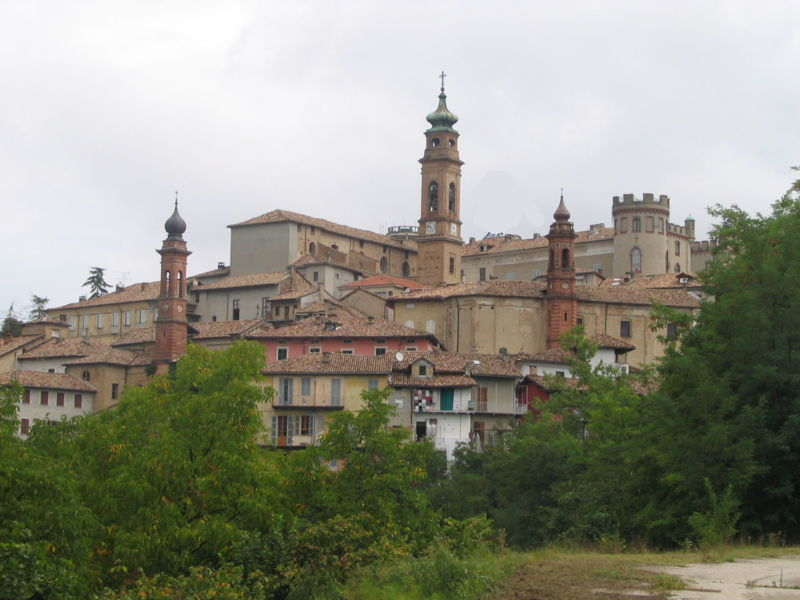
Costigliole
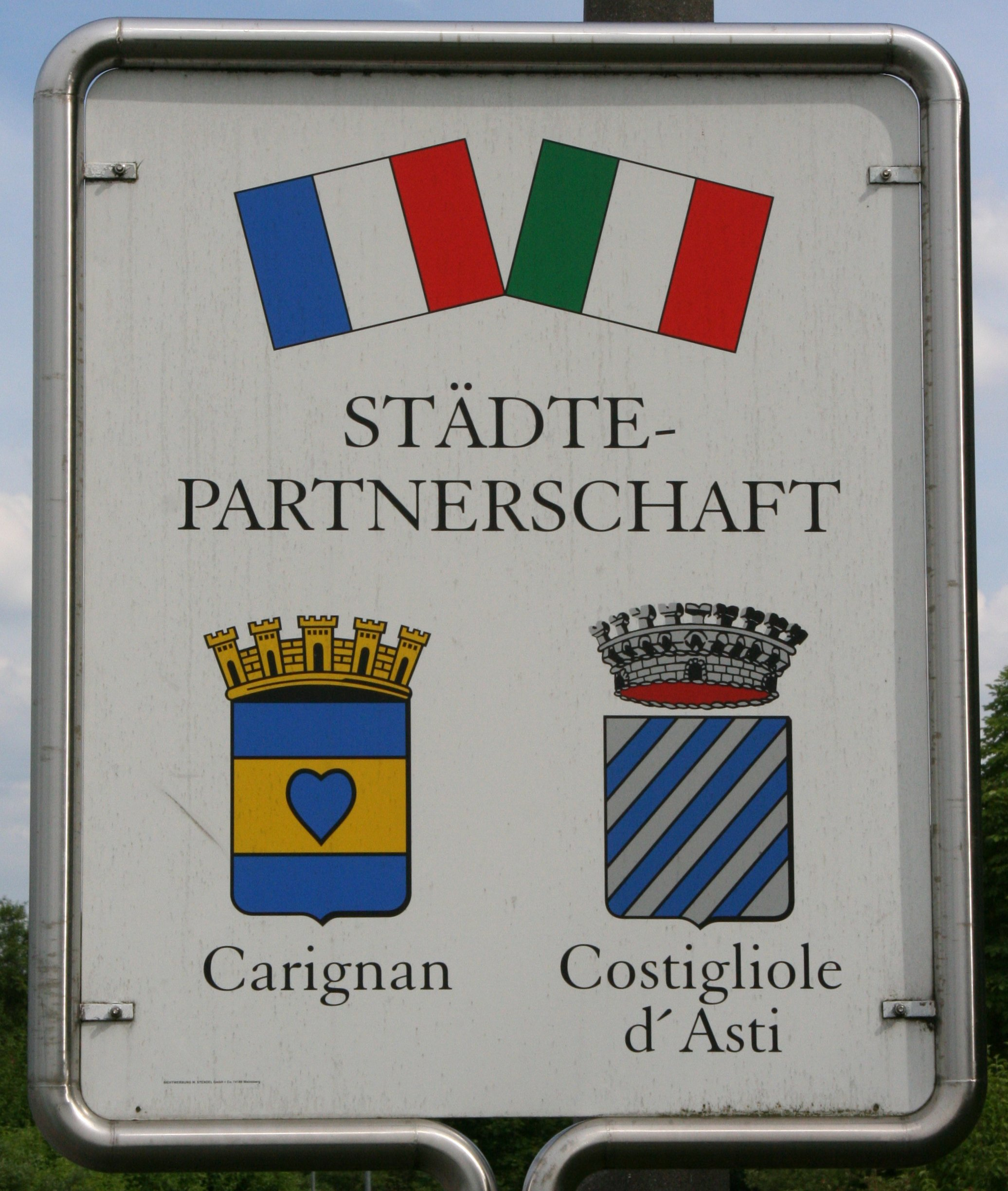
Partnerstad van Weinsberger (Duitsland)

## Demografie
Costigliole d'Asti telt ongeveer 2416 huishoudens. Het aantal inwoners daalde in de periode 1991-2001 met 1,0% volgens cijfers uit de tienjaarlijkse volkstellingen van ISTAT.
| Jaar | Inwoneraantal |
| ---- | ------------- |
| 1991 | 5940          |
| 2001 | 5882          |

## Geografie
Costigliole d'Asti grenst aan de volgende gemeenten: Agliano Terme, Antignano, Calosso, Castagnole delle Lanze, Castiglione Tinella (CN), Govone (CN), Isola d'Asti, Montegrosso d'Asti, San Martino Alfieri.